# Pietro Bonomo
Pietro Bonomo (Trieste, 1458 – Trieste, 4 luglio 1546) è stato un vescovo cattolico, letterato e diplomatico italiano, al servizio del Sacro Romano Impero.
Figura tra le più eminenti nella storia della città di Trieste, certamente la più importante personalità cittadina della fase storica precedente alla proclamazione della città quale porto franco nel 1719, Pietro Bonomo soltanto da pochi anni ha cominciato a essere valutato appieno nei molteplici aspetti della sua personalità. Il suo nome compariva, di volta in volta collegato al suo ruolo di umanista presso la corte imperiale, o di vescovo di Trieste o ancora di statista, nelle trattazioni specifiche di settore, mentre soltanto nel 2005 ne è stata pubblicata una biografia complessiva.

## Biografia

### Infanzia e gioventù
Nato a Trieste nel 1458, Pietro Bonomo vide la sua infanzia segnata dagli odî di parte che laceravano Trieste: il padre, Giovanni Antonio, uno dei capi della fazione filoimperiale cittadina, fu impiccato il giorno dell'Assunta del 1468, quando il partito autonomista e filoveneziano insorse violentemente contro il dominio imperiale, reagendo così alla soppressione di quasi tutte le autonomie municipali stabilita dal "Documento di Abdicazione", preteso dall'imperatore Federico III. La città fu in mano degli insorti per un anno, e la famiglia di Giovanni Antonio Bonomo fu tra le prime ad essere condannata all'esilio.

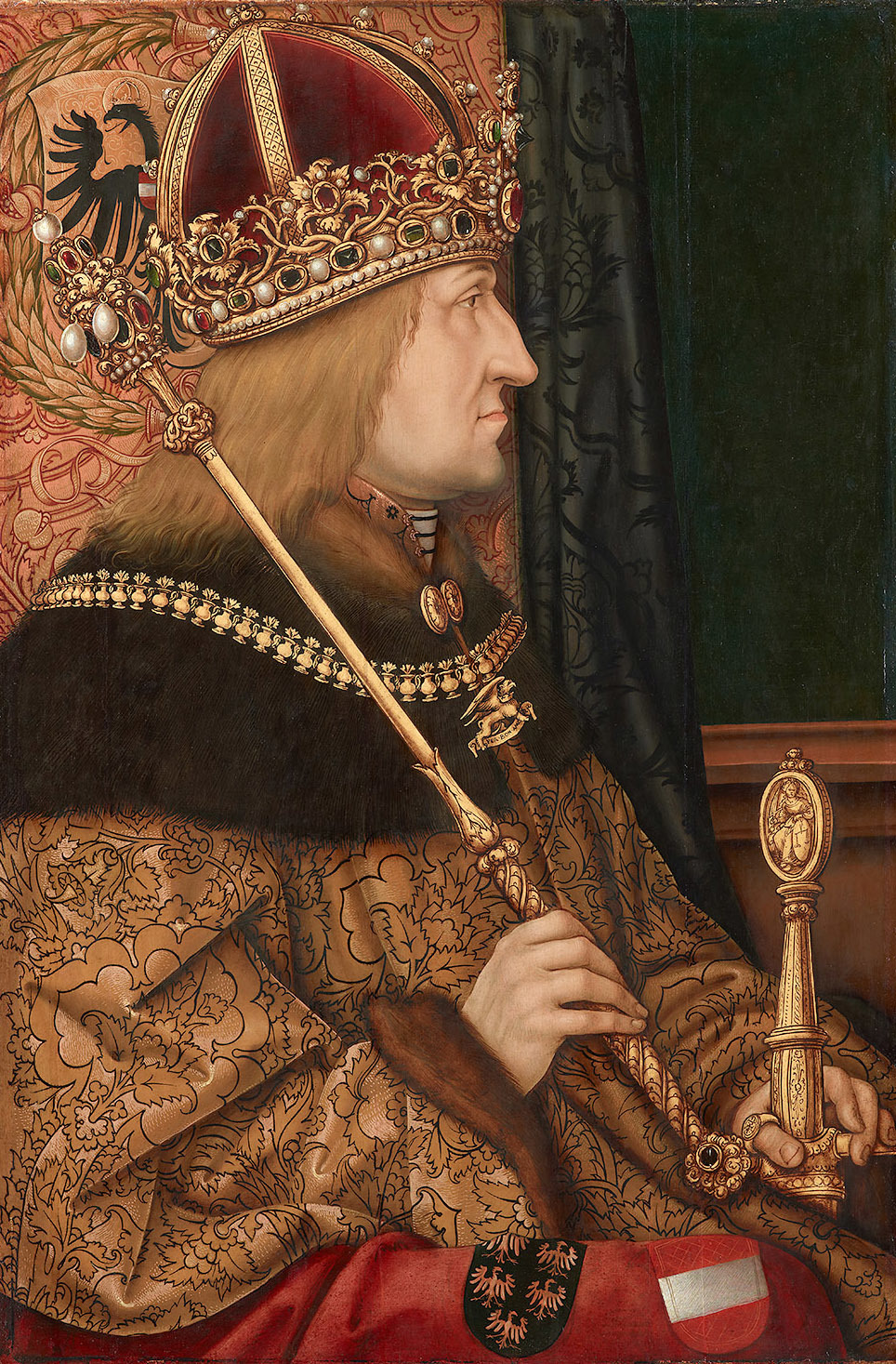
Federico III d'Asburgo

Nel 1469 però il capitano imperiale Nikla Luogar riuscì con un'azione di forza a reimpadronirsi della città e a restaurarvi il dominio imperiale. Pietro poté così ritornare in patria con la madre e i fratelli, fin quando fu inviato a Padova (e forse anche a Bologna) per attendere agli studi.
E proprio durante uno dei suoi viaggi da Trieste a Padova avvenne un incontro che segnò una svolta nella sua vita: tale incontro ce lo narra egli stesso per bocca del letterato capodistriano Girolamo Muzio (1496-1576), che fu molti anni più tardi suo segretario: nella barca in cui viaggiava erano saliti pure alcuni ambasciatori dell'imperatore Federico III, i quali avevano ricevuto, tra i molti incarichi, anche quello di trovare giovani italiani versati nelle lettere da impiegare nella cancelleria imperiale. Questa aveva goduto, attorno alla metà del secolo, della presenza di Enea Silvio Piccolomini, grazie a cui il rinnovamento culturale dell'umanesimo italiano penetrò oltralpe; pertanto dopo la partenza del grande senese – che in quegli stessi anni fu vescovo di Trieste – si cercò di assumere personale di nascita o quantomeno di formazione italiana, in modo che la cancelleria stessa potesse, quanto a stile latino, stare al passo con quelle delle principali corti d'Italia.
Gli ambasciatori di Federico ebbero modo di apprezzare, durante il breve viaggio per mare, la dimestichezza del giovane Pietro con i classici latini, e così, non ancora ventenne, il Bonomo giunge presso Federico III quale semplice scrivano, ma ben presto seppe accattivarsi la simpatia dell'Imperatore, che gli procurò i primi benefici ecclesiastici; nello stesso periodo approdò al servizio di corte pure il fratello maggiore Francesco, anch'egli dotto letterato, conoscitore del greco e dell'ebraico, che per due volte fu sul punto di ottenere la cattedra di retorica e poetica all'Università di Vienna, disputandola al celebre poeta e umanista tedesco Conrad Celtis. Alla fine la cattedra fu affidata a quest'ultimo, poiché Francesco Bonomo, per il fatto di essere l'unica persona alla corte imperiale che conoscesse il greco, fu inviato in missione diplomatica presso gli Ottomani. Al ritorno dalla missione resterà a servizio della corte imperiale e morirà nel 1514.

### Incarichi diplomatici

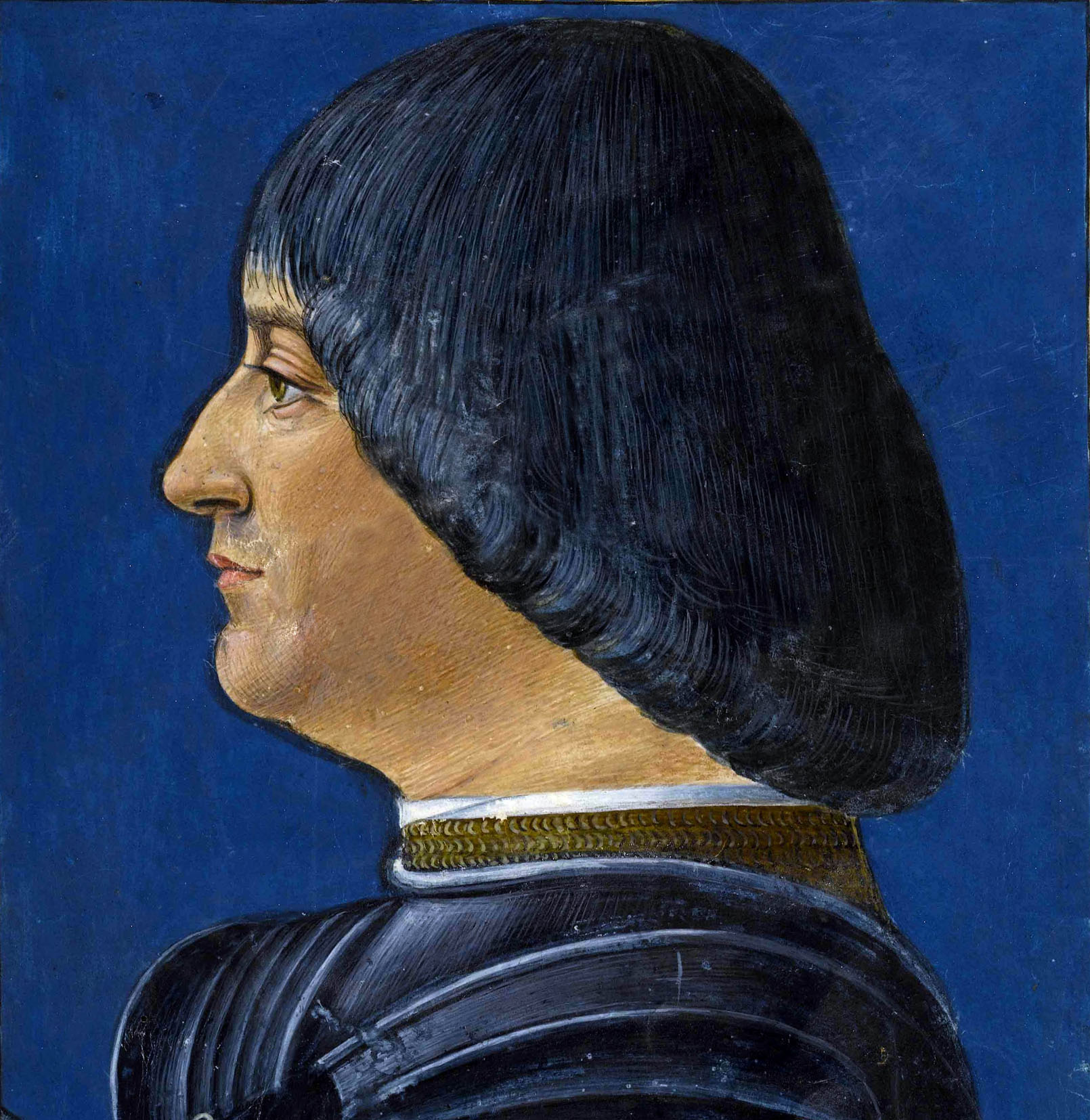
Ludovico il Moro

Nel 1495 Massimiliano I lo incaricò di una missione diplomatica presso Ludovico il Moro, che si protrasse a più riprese fino alla definitiva caduta di quest'ultimo, nell'aprile 1500. Compito essenziale del Bonomo fu quello di convincere lo Sforza a sostenere finanziariamente il Re dei Romani, le cui casse sempre languivano, in cambio dell'aiuto dell'esercito imperiale contro l'espansionismo di Carlo VIII di Francia.
Nei momenti in cui rientrava a corte, il triestino continuava a intrattenere rapporti con gli amici umanisti, come testimoniano numerose lettere risalenti a questo periodo: tra queste spiccano due missive indirizzate al grande ebraista tedesco Johann Reuchlin, comprese nel suo epistolario a stampa (Tubinga, Thomas Anshelmus, marzo 1514). La produzione poetica del Bonomo, che trovava scopo e pubblico essenzialmente a corte, risentì invece delle lunghe assenze, subendo un temporaneo arresto. Tra i risultati conseguiti dalla sua missione vi è l'effimera pace tra Milano e la Francia, siglata a Schwaz presso Innsbruck nel dicembre 1497. Fu poi al fianco del Moro sia quando questi dovette riparare a Innsbruck nell'agosto 1499, sia quando i francesi occuparono definitivamente Milano nell'aprile 1500, anzi fu egli stesso fatto prigioniero.
Rientra però subito a corte, ove è nominato segretario della regina Bianca Maria; questa mansione lo pone momentaneamente al riparo dall'impegno politico diretto e si apre così per lui una nuova stagione letteraria.

### Ritorno a Trieste

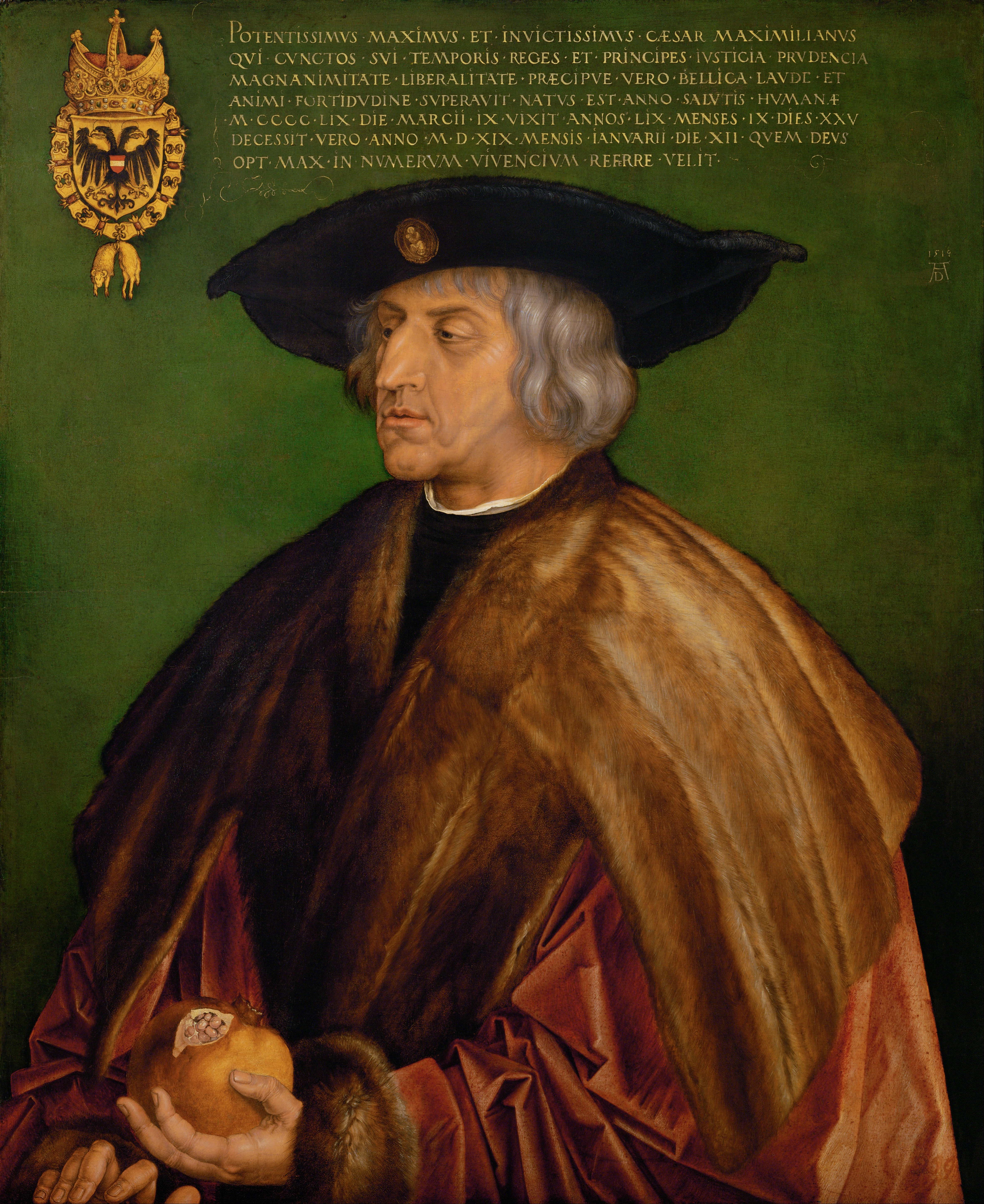
Massimiliano I d'Asburgo, ritratto dal Dürer

In quello stesso anno Massimiliano concesse al suo fedele collaboratore un alto riconoscimento, offrendogli la scelta fra le sedi episcopali di Vienna e di Trieste, entrambe vacanti; il Bonomo, che in tanti anni di assenza mai aveva troncato i legami con la sua città natale, scelse quest'ultima. La conferma papale giunse però soltanto nell'aprile 1502, dal momento che il pontefice designò inizialmente vescovo di Trieste un altro segretario di Massimiliano, il vegliotto Luca de Renaldis, ricordato dal Machiavelli ne Il Principe.
A Trieste, sempre lacerata dagli odi di parte, vi era chi vedeva assai di mal grado l'elezione del Bonomo, e per scongiurarla si arrivò persino a tessere complotti ai suoi danni; nondimeno egli seppe conservare per sé la fiducia e la stima del sovrano, superando ogni difficoltà.
Da questo momento in poi egli prese ancor più a cuore la propria città, della quale diventò una sorta di avvocato difensore a corte; la città stessa ne ebbe diversi vantaggi, dal momento che ciò che egli proponeva trovava molto spesso l'assenso del sovrano: furono confermati gli statuti municipali e i privilegi riguardanti il commercio marittimo. La figura del Bonomo, in bilico tra erudizione umanistica e impegno nel servizio di corte, acquista grazie alla mitra un privilegio rispetto agli altri letterati della regione: quella di non aver mai reciso i legami con il luogo d'origine, evento altrimenti inevitabile in un territorio ove non vi erano né corti né università (si pensi alle carriere di Pietro Paolo Vergerio il Vecchio, di Girolamo Muzio, di Francesco Patrizio e di tanti altri, fino a tempi recenti).
Per gli anni seguenti non si hanno molte notizie (ma è una lacuna che presto verrà colmata con il proseguire della pubblicazione dei Regesta Imperii, che attualmente giungono fino a tutto il 1501); certa è la sua partecipazione, in posizione ragguardevole, alla Dieta Imperiale di Colonia del 1505.
Poco dopo il suo rientro a Trieste, la città subì l'assedio dei veneziani in seguito allo scoppio della guerra tra l'Impero e la Repubblica: il 6 maggio 1508 fu conquistata, ma il Bonomo riuscì a fuggire il giorno precedente; da questo momento fu impegnato in prima persona nella difesa dell'Impero, anche dopo che Trieste fu spontaneamente restituita dai veneziani a Massimiliano nel giugno 1509.
Nell'autunno di quell'anno fu assieme al suo sovrano all'assedio di Padova, nel 1511 comandò l'assalto contro il castello di Moccò presso Trieste, e l'anno successivo ottenne dall'Imperatore la nomina a commissario ai confini e governatore del Friuli. Dopo un secondo assedio al castello di Moccò, che ebbe per esito la sua distruzione, passò all'attacco di Muggia, che fu però interrotto dallo scoppio di un'epidemia. Il presule si portò pertanto a Gorizia, da dove diresse le successive operazioni. Dopo una tregua nel 1512, la guerra riprese l'anno successivo: in quest'occasione il Bonomo si reca a corte alla testa di una delegazione del comune di Trieste, per chiedere aiuti per la città prostrata dalla guerra, dalla fame, dalla peste e dal terremoto. Sul finire dell'anno è a Casalmaggiore (CR) per conferire con Massimiliano Sforza, appena reinsediato a Milano in seguito agli accordi di Mantova, poi prosegue per Roma, ove presenzia a diverse sessioni del Concilio Lateranense V ma lo raggiunge anche la notizia della morte del fratello Francesco.
Rientrato in patria, nel settembre 1514 concluse a nome del capitano imperiale Nicolò Rauber una tregua separata tra Trieste e le città dell'Istria veneta, provvedimento che ebbe l'effetto di far riprendere vigore al commercio marittimo, prostrato da sei anni di guerra. L'anno seguente presenziò alla Dieta Imperiale di Vienna.
Anche negli anni successivi la sua azione a corte fu assai proficua per la città, che ottenne una nuova conferma degli statuti e il passaggio obbligato per Trieste delle merci che, provenendo dall'interno dell'Impero, erano destinate ai territorî veneti.
Alla fine di ottobre del 1517 fu ricevuto solennemente, assieme al vescovo di Lubiana Cristoforo Rauber, dal corpo accademico dell'Università di Vienna, che onorò i due presuli con una cerimonia paragonabile a un'odierna laurea "honoris causa": di entrambi i personaggi fu pronunciato un elogio poi dato alle stampe (Vienna, Johannes Singrenius, marzo 1519). Quello in onore del Bonomo ci risulta particolarmente utile poiché contiene particolari biografici di prima mano, sconosciuti dalle altre fonti e finora non utilizzate dagli studiosi.
Nel 1518, dovendo prendere parte alla dieta imperiale di Augusta, passò per Innsbruck, dove ritrovò le raccolte poetiche del circolo umanistico di cui egli stesso fece parte, e decise di darle alle stampe.

### Ad Augusta e Vienna

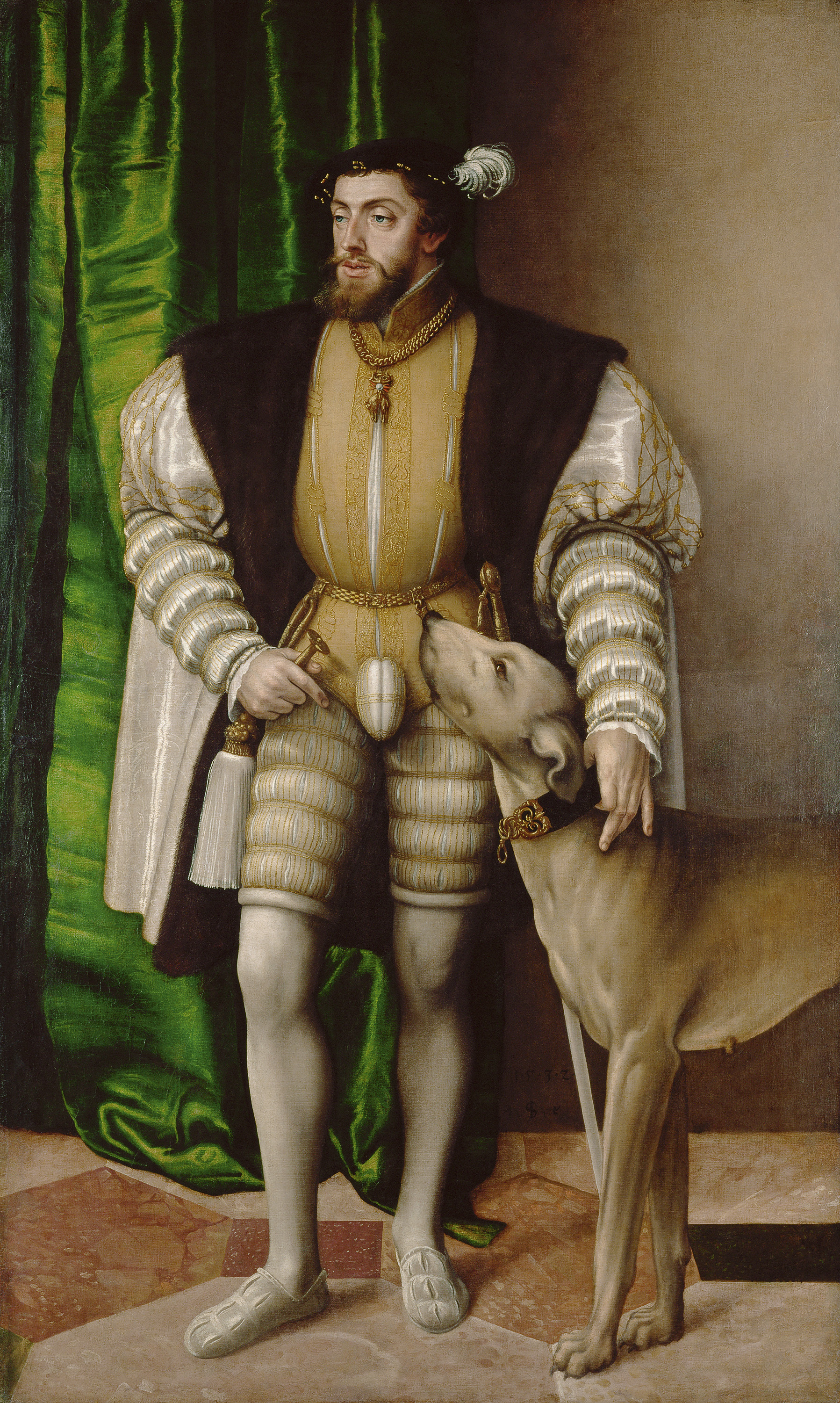
Carlo V, ritratto dal Seisenegger

Il vescovo aveva ormai sessant'anni, e intendeva rinunciare agli incarichi di corte per ritirarsi definitivamente nella sua diocesi; ignorava però che lo aspettavano quattro anni di intenso lavoro, forse più intenso che in qualsiasi altro periodo fino a quel momento. Era infatti da poco ritornato a Trieste da Augusta che fu richiamato da Massimiliano morente. Al suo arrivo il sovrano, cui non rimaneva da vivere che qualche giorno, nominò i membri del futuro consiglio di corte, e fra questi vi inserì anche il fedele Bonomo, che dopo la morte del sovrano presenziò alla solenne orazione funebre pronunciata da Johannes Fabri da Friburgo (Augusta, Sigmund Grimm & Marcus Wirsung, luglio 1519).

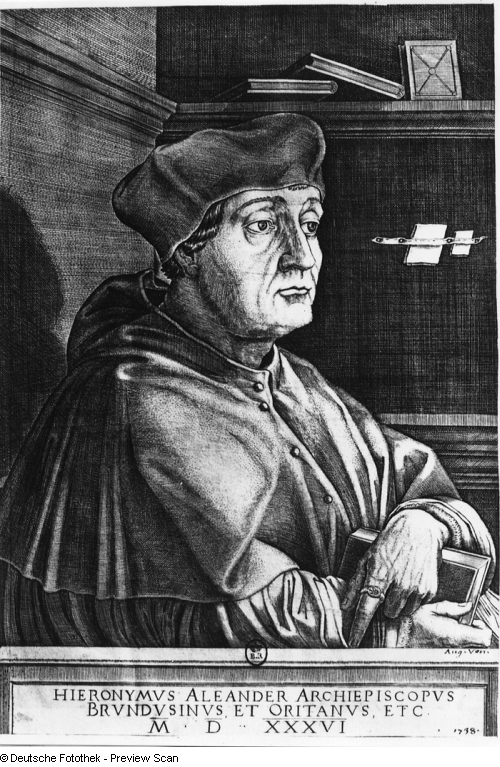
Girolamo Aleandro

Qualche mese dopo, una volta che Carlo fu eletto imperatore, il triestino fu designato, assieme al cardinale Matthäus Lang e al Vescovo di Trento Bernardo Cles, a presiedere il collegio di quattordici membri, detto Oberste Regierung, destinato a reggere gli stati austriaci fino all'insediamento del successore di Massimiliano I. Tale collegio aveva sede ad Augusta, e pertanto egli si trattenne in quella città fino alla fine del 1520, quando raggiunse Worms per i lavori di preparazione alla grande dieta imperiale, passata alla storia per la breve comparsa di Martin Lutero, che vi fu chiamato perché facesse pubblica ritrattazione dei suoi errori.
In quell'occasione il Bonomo seppe guadagnarsi la stima incondizionata del nunzio papale Girolamo Aleandro, e Carlo V lo nominò membro della commissione incaricata di stendere l'editto imperiale con cui si bandiva l'eresiarca sassone dai territorî imperiali. Egli stese di suo pugno il testo latino dell'ultima parte dell'editto, contenente il divieto per i tipografi e ai librai di stampare e vendere le opere di Lutero. Nella dieta i due nipoti di Massimiliano, Carlo e Ferdinando, procedettero a una prima spartizione degli stati ereditarî degli Asburgo: Trieste toccò a Carlo, quale città indipendente sotto il protettorato della corona di Spagna, seguendo così la sorte degli altri possedimenti italiani degli Asburgo. Dietro questo esito si è voluta vedere l'azione del presule, volta a troncare le mire espansionistiche della Carniola, che da anni premeva per l'annessione della città giuliana, violandone apertamente la condizione di libero comune sotto protettorato. Contemporaneamente Ferdinando, appena preso possesso degli stati austriaci, nomina il Bonomo gran cancelliere e lo pone a capo del nuovo consiglio di corte con sede a Wiener Neustadt.
L'anno seguente però Carlo e Ferdinando stipulano un nuovo accordo a Bruxelles, in base al quale Trieste ritorna nell'orbita dell'Arciducato d'Austria; ancorché venga riconfermata l'indipendenza della città e la piena efficacia di tutti i passati privilegi. L'arciduca comunque conferisce al Bonomo nuovi e prestigiosissimi incarichi, quali la conferma della presidenza nel nuovo consiglio di corte nell'agosto 1522 e la nomina ad amministratore in temporalibus della diocesi di Vienna dopo la morte del vescovo Slatkonja.
In questa veste riceve dal poeta Ulrich Schmits la dedica del poemetto De multo omnium saluberrima Christi resurrectione (Vienna, Johannes Singrenius, aprile 1523), mentre il perugino Riccardo Bartolini gli fa omaggio di una sua silloge di carmi latini (rimasta manoscritta); il napoletano Fabio Capella, in questo periodo suo segretario, gli offre due sue dissertazioni di diritto civile (Vienna, Johannes Singrenius, settembre 1523).
Nonostante gli onori ricevuti, il presule ormai sessantacinquenne decise di dimettersi da ogni incarico e di ritirarsi a Trieste nell'ottobre del 1523. Sui motivi del ritiro, avvenuto all'apice della carriera e del prestigio, si sono avanzate diverse ipotesi: da una controversia col clero viennese alla delusione per la mancata nomina a cardinale, all'esplodere della rivalità con Bernardo Cles che, di trent'anni più giovane, godeva del favore incondizionato di Ferdinando. Non si è però ancora messo nel giusto rilievo il proposito di ritirarsi espresso dal vescovo già all'indomani della morte di Massimiliano: le circostanze eccezionali che seguirono e, soprattutto, la volontà di vedere riconosciuti in modo certo i diritti della sua città natale lo convinsero a porolungare di quasi cinque anni il suo servizio a corte: non sarà certo un caso che il suo pensionamento avvenne all'indomani della definitiva conferma degli statuti comunali, il cui volume manoscritto riportò egli stesso in città.

### Attività pastorale

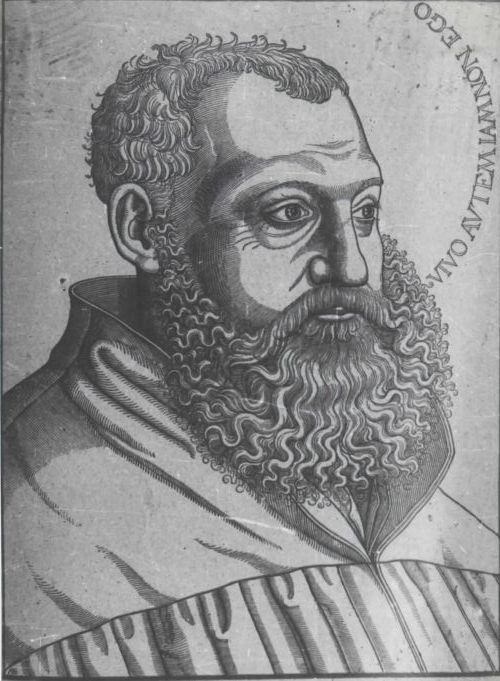
Il teologo e vescovo Pietro Paolo Vergerio

Molto poco è ciò che sappiamo dell'attività propriamente pastorale del vescovo: uno dei pochi dati certi è il restauro del palazzo episcopale, completato nello stesso anno 1523. Già nel 1525 Ferdinando volle affiancargli quale coadiutore il proprio medico personale Paolo Ricci, nondimeno quest'ultimo, dopo aver ottenuto l'assenso del Bonomo – non senza recriminazioni – non si preoccupò mai di farsi confermare nella dignità.
Nel 1527 fa ricostruire la sacrestia della cattedrale di S. Giusto e nel 1530 ordina sacerdote lo sloveno Primož Trubar, che egli accolse come cantore nella cattedrale già nel 1524, per farlo poi suo segretario due anni dopo. Nel 1533 l'anziano vescovo ricevette diverse lettere da Pietro Paolo Vergerio il Giovane, appena nominato nunzio pontificio alla corte di Ferdinando: il Vergerio cercava in qualche modo di farsi nominare suo coadiutore, assicurandosi così la successione al Bonomo sulla cattedra di Trieste, prevedendo la sua prossima morte, ma la longevità del vescovo pose fine ai suoi propositi.
Nel 1536, all'età di 78 anni, pare abbia compiuto ancora un ultimo viaggio a Vienna alla testa di una delegazione triestina per conferire con Ferdinando a proposito dei danni derivati alla città dall'istituzione del monopolio del sale e dalla successiva revoca.

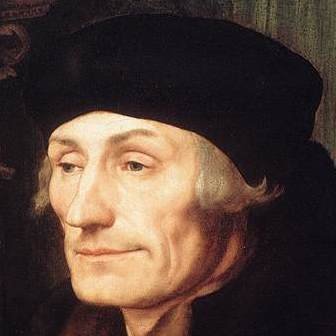
Erasmo ritratto da Holbein

Nel 1538 fondò, in accordo col comune, la Cappella Musicale di San Giusto, che continua tuttora la propria attività, mentre a partire dal 1540 la situazione religiosa della diocesi di Trieste divenne sempre più difficile: l'eresia si diffondeva sempre più senza che l'anziano presule movesse un dito per contrastarla. Anzi, è proprio col suo beneplacito che vengono a predicare a Trieste personaggi quali Giulio da Milano e frate Camillo, mentre ritorna in città pure Primož Trubar, dopo essere stato allontanato dalla diocesi di Lubiana a motivo del carattere manifestamente eterodosso delle sue prediche: da ciò risulta chiaro che il vescovo aveva ormai abbandonato la posizione di difesa dell'ortodossia assunta ai tempi della dieta di Worms. Trubar, più di vent'anni dopo, ricorderà come il triestino leggesse e spiegasse ai suoi sacerdoti non soltanto opere di dubbia ortodossia quali le Paraphrases Noui Testamenti di Erasmo da Rotterdam, ma pure opere palesemente eretiche come le Institutiones di Giovanni Calvino. I cittadini fedeli all'ortodossia chiamarono a loro volta predicatori di impronta tradizionale, e in diversi casi in città scoppiarono aspri tumulti. Ancora nel 1544 predicarono a Trieste diversi sacerdoti eretici, tra i quali fra Serafino da Bologna e fra Giovanni da Cattaro. L'anno prima della morte, assieme a Giovanni Battista Vergerio vescovo di Pola, impartì la consacrazione al Vescovo di Capodistria Pietro Paolo Vergerio il Giovane, quando questi già aveva cominciato a professare convinzioni in contrasto con la dottrina cattolica.
Quando il Bonomo si spense all'età di 88 anni, nel luglio 1546, lasciò una diocesi in cui l'eresia dilagava producendo ancora una volta terribili lacerazioni, che furono aggravate dal lungo periodo di vacanza della sede episcopale. Si dovette infatti attendere fino al 1549, quando sulla cattedra triestina si insediò lo spagnolo Antonio Paraguez de Castillejo. Negli ultimi mesi di vita del Bonomo era intanto giunto a Trieste il nuovo capitano imperiale conte Juan Hoyos, egli pure spagnolo. L'azione del vescovo fu però eccessivamente impulsiva, ed egli si pose in conflitto sia con Ferdinando I che con il capitano; fu infatti soprattutto quest'ultimo che, con l'appoggio e la collaborazione del sovrano, intraprese una lotta severa contro l'eresia, che fu conclusa vittoriosamente dal suo successore, il friulano Antonio della Torre, che poté contare sulla piena collaborazione del nuovo vescovo insediatosi al posto del rimosso Castillejo, il trentino Giovanni Betta.

## La produzione letteraria
Fin dal suo ingresso nel servizio di corte Pietro, mettendo a frutto gli studî compiuti in Italia, cominciò a scrivere carmi latini a esaltazione della casa d'Asburgo e delle sue imprese, ma ancor più, seguendo il modello claudianeo, contro coloro che ardivano porsi in contrasto con l'agire e gli interessi politici degli Asburgo. La produzione poetica si farà più intensa quando, poco prima della morte di Federico III, il Bonomo passò nella segreteria del figlio Massimiliano, Re dei Romani dal 1484, molto più interessato del padre alla cultura e alle lettere: attorno alla sua corte di Innsbruck gravitavano, oltre a diversi umanisti italiani provenienti dal Veneto e dal Friuli (Quinto Emiliano Cimbriaco, Francesco Negri, Cornelio Paolo Amalteo, Girolamo Balbi), i più importanti intellettuali d'oltralpe, tra i quali il Bonomo godette sempre di particolare stima e considerazione. Pochi mesi dopo la morte di Federico III (agosto 1493), Massimiliano sposò Bianca Maria Sforza, nipote di Ludovico il Moro: questa occasione solenne dette modo al triestino di profondersi nella composizione del più impegnativo tra i suoi carmi, l'epitalamio per le nozze regali in 300 esametri, che fu stampato nel novembre 1493 a Lovanio, presso Giovanni di Westfalia. Si tratta di un carme di notevole impegno, modellato sull'esempio degli epitalamî imperiali del poeta latino Claudiano (V secolo d.C.), ove accanto ai motivi tradizionali dell'epitalamio mitologico, come i discorsi di Venere e di Cupido, occupano un posto notevole anche i temi politici.
Nel 1494, sempre prendendo Claudiano a modello, mise in versi il lamento di Roma che, profanata dagli assalti di Carlo VIII, disperatamente chiedeva l'aiuto del suo re; nel 1495 si fece poi promotore, assieme all'umanista frisone Dietrich Ulsen, con cui strinse duratura amicizia, di una stampa del poema De suorum temporum calamitatibus del carmelitano di Mantova Battista Spagnoli, che forse fu uno dei suoi maestri nell'ateneo bolognese (Deventer, Riccardo Paffraedt, dicembre 1495 e succ. rist. fino al 1516). Nel contempo si dedicò a composizioni di carattere più leggero, destinate alla circolazione tra i suoi amici umanisti: prevale il registro satirico di impronta marzialiana, ma non mancano le elegie sentimentali (tra le quali si contano i versi più belli e quelli più brutti usciti dalla sua penna) e qualche austero carme religioso.
Riprende gli stretti rapporti con gli umanisti della corte e dell'università di Vienna, tra i quali ormai dominava la figura di Conrad Celtis, chiamato da Massimiliano a ricoprire quella cattedra di retorica e poetica che per due volte parve toccare a Francesco Bonomo. Celtis al suo arrivo a Vienna si fece istitutore di una sorta di accademia umanistica, denominata Sodalitas Litteraria Danubiana, di cui i fratelli Bonomo furono tra i soci fondatori nel 1497 celebrando l'arrivo del Celtis a Vienna con un epigramma (Vienna, ottobre 1497). Presto il sodalizio si sdoppiò, mantenendo il nome originale per il gruppo gravitante sull'università e assumendo il nome di Sodalitas Litteraria Linciana per il gruppo degli umanisti di corte (tra cui il Bonomo), giacché quest'ultima aveva in quel momento sede a Linz. Datano a questo periodo numerosi dei suoi carmi, per lo più di argomenti leggeri e dedicati o a Massimiliano o agli altri amici umanisti. Unico lavoro di maggior impegno è una violenta invettiva contro il poeta modenese Panfilo Sasso, che in un suo carme contro Ludovico il Moro in favore di Venezia aveva osato attaccare indirettamente anche il Re dei Romani: il Bonomo in risposta profetizza il dominio universale della Casa d'Asburgo.
Il martedì grasso del 1501 è, insieme a Conrad Celtis e Dietrich Ulsen, tra gli attori che rappresentano nella reggia di Linz, presente Massimiliano, il Ludus Dianae, breve azione scenica encomiastica con musiche di H. Isaac (?): la dea Diana riconosce la propria inferiorità nella caccia rispetto a Massimiliano, cui alla fine fa dono del proprio arco e della propria faretra. Il Ludus, anonimo, è correntemente attribuito dagli studiosi al Celtis, ma non è affatto escluso che si tratti di un'opera a più mani, composta da tutti e cinque gli umanisti che poi la interpretarono sulla scena. Nel giugno del 1501 il Bonomo fu poi il primo ad annunciare a Massimiliano, in una lettera che è quasi un piccolo excursus di epigrafia e storia romana, uno dei più importanti ritrovamenti archeologici in terra d'Austria, il cosiddetto Giovinetto del Magdalensberg, pregevole statua bronzea del I secolo a.C., oggi visibile al Kunsthistorisches Museum di Vienna.
In tale occasione il poeta tedesco Georg Sibutus Daripinus compose un panegirico in onore di Massimiliano reduce da una guerra vittoriosa. Insieme a questo componimento furono date alle stampe poesie latine più brevi del Sibutus e degli altri umanisti presenti alla dieta (Colonia, Quentel, agosto 1505): tra questi vi è pure il Bonomo, che con un bizzarro epigramma sconsiglia a Sibutus di bere birra. Questi gli dedica a sua volta due epigrammi, uno in risposta al precedente e un secondo a carattere elogiativo. Tra i giovani letterati incontrati a Colonia figura anche Jacob Spiegel, che in seguito divenne celebre giurista: il triestino dové notarne il talento, visto che lo assunse quale suo segretario e lo condusse con sé a Trieste, da dove Spiegel scrisse una lettera ad Aldo Manuzio (27 febbraio 1506). Nel seguito della sua vita lo Spiegel non mancò di ricordare con deferenza il suo mecenate di gioventù: più volte nelle sue opere tessé l'elogio del Bonomo, che gli fece conoscere i carmi del celebre umanista Antonio Beccadelli detto il Panormita, e che durante i suoi spostamenti non mancava mai di portare con sé qualche libro di piccolo formato per non sprecare il tempo del viaggio.
Probabilmente nello stesso 1506 fu dato alle stampe il trattato Sermones conuiuales de mirandis Germaniae antiquitatibus di Conrad Peutinger (Strasburgo, Johannes Prüs): si tratta di una ricerca antiquaria in forma di dialogo sul modello classico volta alla dimostrazione del carattere germanico che fin dall'antichità connotava i territorî posti sulla riva orientale del Reno: tra gli interlocutori figura anche il Bonomo, e sua è la lettera prefatoria all'opera indirizzata già nel 1503 a Matthäus Lang, consigliere di Massimiliano e vescovo di Gurk, con cui il Triestino fu in stretta amicizia.
Qualche anno più tardi il Bonomo promosse la stampa di un poemetto agiografico dell'amico Dietrich Ulsen dedicato alla vita di s. Giodoco, santo particolarmente venerato in Germania (Deventer, Riccardo Paffraedt, prima del 1508). Nel 1507 egli fu alla dieta di Costanza, e il 4 febbraio 1508 presenziò nella cattedrale di Trento all'incoronazione imperiale di Massimiliano I.
Qui ebbe modo di scrivere alcuni epigrammi in lode di Paul Hofhaimer, organista e musico di corte. I versi del Bonomo furono stampati a prefazione di un trattato musicale del Hofhaimer (Norimberga, Johannes Petreius, 1539); uno degli epigrammi però fu inciso già nello stesso 1515 sulla fronte dell'organo della cattedrale di S. Stefano, inaugurato pochi anni prima e sostituito nel XVIII secolo.
Nel 1517, ritornato dopo molti anni a Innsbruck, ritrova i carmi composti in gioventù da lui e da altri poeti di corte e, raggiunta Augusta per partecipare alla dieta, decide di darli alle stampe unitamente ai lavori di alcuni poeti della generazione successiva presenti a quel raduno di principi. La raccolta (Augusta, Silvan Otmar, agosto 1518), con lettere prefatorie dello stesso Bonomo e di Conrad Peutinger, contiene non soltanto carmi scritti negli anni attorno al 1500, ma anche versi composti durante la dieta stessa: tra gli autori presenti vi sono Conrad Celtis, Dietrich Ulsen, Jacob Spiegel, Riccardo Bartolini, Riccardo Sbruglio e Girolamo Muzio, che a quel tempo faceva da segretario al presule triestino.